# Camí de Sant Pere de Bertí
El Camí de Sant Pere de Bertí és una pista rural dels termes municipals de Sant Martí de Centelles, en terres de Sant Miquel Sesperxes, a la comarca d'Osona, i de Sant Quirze Safaja, en terres de Bertí, a la comarca del Moianès.

## Sant Miquel Sesperxes (Sant Martí de Centelles)
Arrenca de Sant Miquel Sesperxes, en el terme de Sant Martí de Centelles. Des d'aquesta església parroquial, cal continuar cap al sud fins al capdavall de la urbanització que hi ha en aquell lloc, al Pla de Sant Miquel. Al final del darrer carrer asfaltat, surt una pista rural cap al sud, generalment en bon estat, que passa a prop i a ponent de Can Benetó i en uns 500 metres arriba al Collet de Can Borla. En aquest lloc, cruïlla de camins, cal seguir el trencall que s'adreça al sud-est, pel qual en uns 650 metres més s'arriba a una altra cruïlla de camins, a Coll de Gasents. Cal seguir el camí del sud-est, i en 800 metres més s'arriba a l'oest de la masia de Bellavista Vella. Continuant pel mateix camí, que ara emprèn cap al sud-oest, però va fent nombrosos retombs per resseguir els caps de vall pels quals discorre, travessa el torrent de la Font del Boix, on troba el termenal entre els dos termes municipals esmentats.

## Bertí (Sant Quirze Safaja)
Al cap d'un quilòmetre arriba a ponent de les restes de Can Rombella. Encara cap al sud-oest, on se situa al capdamunt dels Cingles de Bertí. Al cap de 200 metres arriba a les ruïnes de Cal Rosso, després de les quals el camí va dret cap al sud, resseguint el vessant de llevant del Serrat de les Escorces, i en 600 metres arriba al costat oest de Can Volant. En 450 metres més ateny l'Escletxot de Can Volant, després del qual torç cap al sud-oest. Abans, però, troba el trencall del Camí del Sot del Grau. Després de 400 metres, el camí arriba al costat de llevant de les ruïnes de Ca l'Esmolet, des d'on el camí acaba d'arribar, en 1 quilòmetre més, a Sant Pere de Bertí després de travessar els Camps de Ca l'Esmolet, abans dels quals el camí fa una girada completa, de sud-oest cap a nord-oest, tot fent una marrada pel costat nord de l'església de Sant Pere. En total, són uns 4 quilòmetres de recorregut.